# Оноприенко, Екатерина Андреевна
Екатерина Андреевна Оноприенко (род. 14 августа 1987, Пермь) — российская самбистка и дзюдоистка, чемпионка и призёр чемпионатов России, Европы и мира по самбо, призёр чемпионата России по дзюдо, обладательница Кубка Европы по дзюдо, мастер спорта России по дзюдо, мастер спорта России международного класса по самбо. Представляет клуб «Вооружённые силы» (Пермь). Выступает в категориях до 63-68 кг. Тренировалась под руководством Любови Брулетовой и А. В. Нефёдова. Член сборной команды страны с 2010 года.

## Спортивные результаты

### Самбо
- Чемпионат России по самбо среди женщин 2010 — ;
- Чемпионат России по самбо среди женщин 2011 — ;
- Чемпионат России по самбо среди женщин 2012 — ;
- Чемпионат России по самбо среди женщин 2013 — ;
- Чемпионат России по самбо 2015 — ;
- Чемпионат России по самбо 2016 — .
- Чемпионат России по самбо 2017 — ;
- Чемпионат России по самбо 2018 — ;
- Чемпионат России по самбо 2019 — ;
- Чемпионат России по самбо 2020 — ;
- Чемпионат России по самбо 2021 — ;
- Кубок России по самбо среди женщин 2022 — ;
- Самбо на Всероссийской спартакиаде 2022 — ;
- Чемпионат мира по пляжному самбо 2024 — ;[1].
- Кубок России по самбо 2024 — ;

### Дзюдо
- Чемпионат России по дзюдо 2015 — ;
- Кубок России по дзюдо 2016 — ;
- Чемпионат России по дзюдо 2017 — ;